# KAKUMEI (AKINOのライブ)
『KAKUMEI』（カクメイ）は、2014年9月20日にCLUB CITTA'で行われたAKINOの2度目のワンマンライブ。

## 解説
開催は2013年12月24日にX（旧：Twitter）にて告知された。
AKINOの2度目のワンマンライブであり、前回に引き続き〈AKINO with bless4〉名義での開催。現在、彼女のライブでは恒例となっているモデルを起用したファッションショーも初めて行われた。これに伴い、Tシャツコンテストも併催され、優勝者には10万円が贈呈された。
また、ライブはオールスタンディングであった。

## スケジュール

### 開催日時
- 開催日　2014年9月20日
- 開場　17：00 -
- 開演　18：00 -

### チケット
- 1次プレオーダー受付　7月5日 - 7月20日
- 2次プレオーダー受付　7月28日 - 8月14日
- 一般発売　8月23日 - 9月17日

## 演奏内容
初期の頃の楽曲から、リリース前の新曲まで幅広い選曲がされた。当時、放送前であったテレビアニメ『甘城ブリリアントパーク』OPテーマ「エクストラ・マジック・アワー」や、公の場で初披露となった発売前のPS Vita/Switch『戦場の円舞曲』OPテーマ「運命の前奏曲」なども歌唱された。
※黒文字はbless4名義の楽曲
| セットリスト | セットリスト                 |
| ------------ | ---------------------------- |
| 01           | パラドキシカルZOO            |
| 02           | プライド〜嘆きの旅           |
| 03           | 君の神話〜アクエリオン第二章 |
| 04           | 月光シンフォニア             |
| 05           | Let's Have A Party♪          |
| 06           | SAYONARA                     |
| 07           | I'll Be Back                 |
| 08           | Jet Coaster Ride             |
| 09           | ZERO ゼロ                    |
| 10           | Chance To Shine              |
| 11           | 運命の前奏曲                 |
| 12           | エクストラ・マジック・アワー |
| 13           | 創聖のアクエリオン           |
| 14           | 荒野のヒース                 |
| 15           | Go Tight!                    |
| ENCORE       |                              |
| 16           | Jet Coaster Ride             |

## 出演／スタッフ

### 出演
- AKINO
- bless4（AKASHI・KANASA）

### 参加モデル
| - アメミヤケイコ - 平塚ゆう - 本田浩章 - 井上晶湖 - 菅野友絵 - 加藤晃平 - 加藤早和子 - Haruna（AMW） - Satoru（AMW） - KENSHIRO - 小林憲司 | - Kocha Wadda - 町川亜里紗 - 菜蘭NALAN - NICO - 岡崎章子 - 小野寺大樹 - 芝口桃子 - Shinyong - 鷹箸泰雅 - WEST - 横木かつえ |

### 美術
- HARU川満

### 主催
- 川満アート・テイメント

### 協賛
- サテライト
- アパマンショップホールディングス

### 協力
- フォーエバーリビングプロダクツ ジャパン